# Benign tumör
Benign tumör är, till skillnad från en malign tumör, en godartad tumör som inte sprider sig. En benign tumör kan likväl orsaka skada genom att den kan trycka in i omkringliggande vävnader och organ. Däremot tenderar den inte att metastasera, det vill säga sprida dottersvulster i kroppen, eller invadera vävnad.
Då tumör i ordets rätta bemärkelse kan översättas till knöl, räknas även vanliga födelsemärken och leverfläckar till benigna tumörer.
Utöver de tumörer som nämns i tabellen är även bland annat myom en form av godartad tumör.
| Cellursprung | Celltyp                 | Tumör              |
| ------------ | ----------------------- | ------------------ |
| Endoderm     | Gallvägar               | Gallgångsadenom    |
| Endoderm     | Tjocktarm               | Tjocktarmspolyper  |
| Endoderm     | Körtlar                 | Adenom             |
| Endoderm     | Körtlar                 | Papillom           |
| Endoderm     | Körtlar                 | Cystadenom         |
| Endoderm     | Lever                   | Levercellsadenom   |
| Endoderm     | Placental               | Druvbörd           |
| Endoderm     | Njure                   | Tubulärt adenom    |
| Endoderm     | Skivepitel              | Skivepitelpapillom |
| Endoderm     | Magsäck                 | Magsäckspolyp      |
| Mesenchymal  | Blodkärl                | Hemangiom          |
| Mesenchymal  | Skelett                 | Osteom             |
| Mesenchymal  | Brosk                   | Kondrom            |
| Mesenchymal  | Fettvävnad              | Lipom              |
| Mesenchymal  | Fibervävnad             | Fibrom             |
| Mesenchymal  | Lymfkärl                | Lymfangiom         |
| Mesenchymal  | Glatt muskulatur        | Leiomyom           |
| Mesenchymal  | Tvärstrimmig muskulatur | Rabdomyom          |
| Ektoderm     | Glia                    | Astrocytom         |
| Ektoderm     | Melanocyt               | Naevus             |
| Ektoderm     | Hjärnhinnor             | Meningiom          |
| Ektoderm     | Nervcell                | Ganglioneurom      |
| Källor:      |                         |                    |

## Källhänvisningar
1. ↑  "myom". NE.se. Läst 16 november 2014.
2. ↑  Wujcik, Debra; Yarbro, Connie Henke; Barbara H. Gobel (2011). Cancer nursing: principles and practice. Boston: Jones and Bartlett Publishers. ISBN 0-7637-6357-8